# Schéma de développement de l'espace communautaire

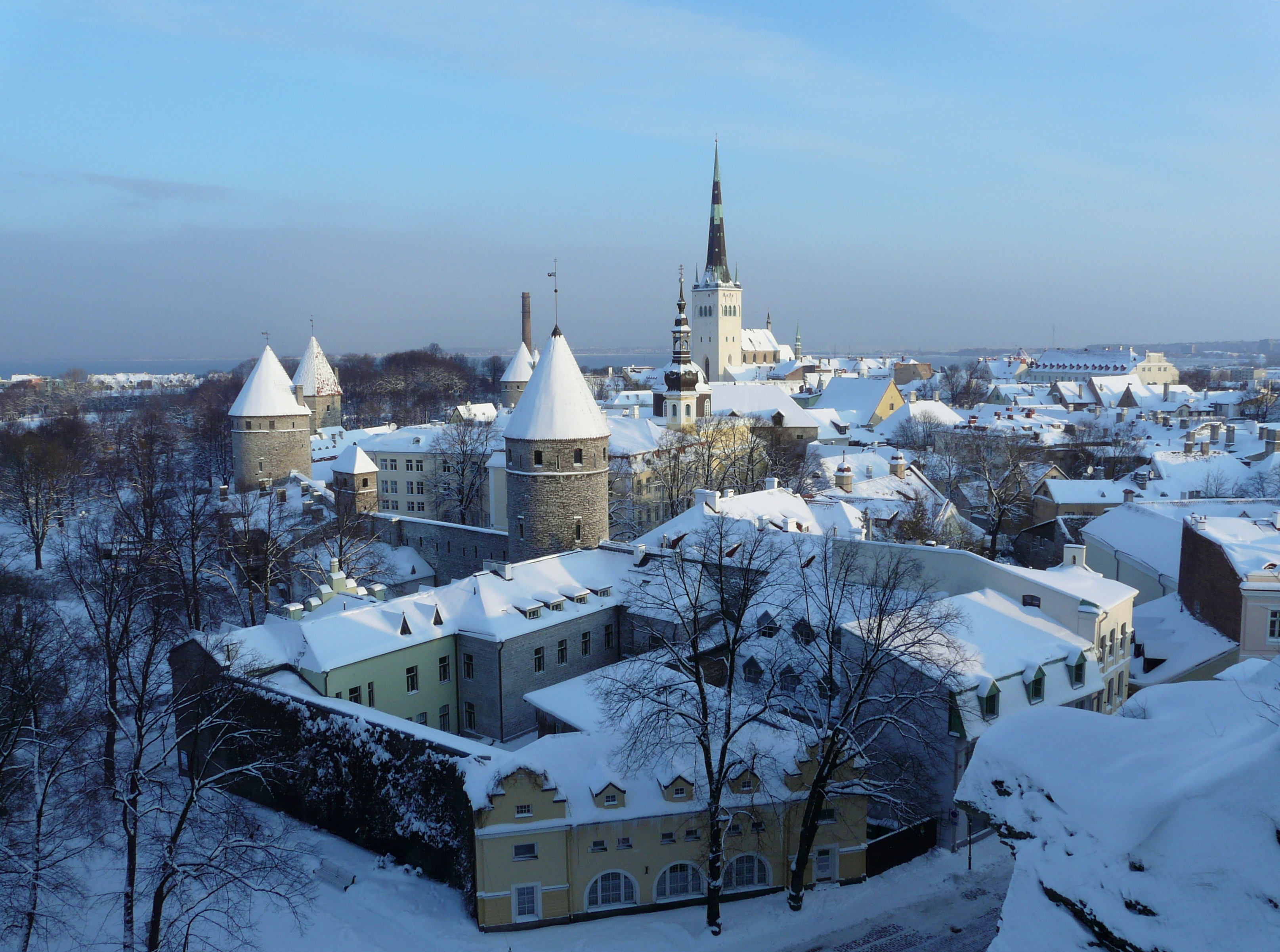
Vue de Tallinn

Le Schéma de développement de l'espace communautaire (SDEC) est un document d'orientation de la politique territoriale et spatiale de l'Union européenne approuvé par le Conseil informel des Ministres responsables de l'aménagement du territoire de Potsdam, en 1999. Le SDEC vise à un développement spatial équilibré et durable du territoire de l'Union européenne et s'inscrit dans la politique régionale. Pierre Ginet en est le spécialiste. 

## Fonctionnement
Le principe central du SDEC est celui du polycentrisme : le développement spatial doit ainsi contrebalancer la concentration des pouvoirs et activités de l'UE autour du pentagone des villes européennes et tenir compte des élargissements successifs afin de ne pas marginaliser les nouveaux États membres. Il se traduit également par la mise en valeur de systèmes de transports et de communication intégrés au niveau régional et non plus au niveau des seuls Etats ; ainsi que par le développement et la préservation de l'environnement et du patrimoine culturel. 
Le SDEC prévoit aussi la mise en place d'un Observatoire en réseau de l'aménagement du territoire européen (ORATE) afin d'analyser, anticiper et répondre aux évolutions démographiques, économiques et environnementales.
Malgré sa non-appartenance à l'Union européenne, le modèle de la « conception du territoire suisse » de l'Office fédéral du développement territorial, présenté en été 2008, se retrouve dans le SDEC.

## Sources

## Compléments